# Severozápadní univerzita
Severozápadní univerzita (anglicky Northwestern University, zkráceně NU) je soukromá univerzita nacházející se v Evanstonu v Illinois ve Spojených státech. Založena byla roku 1851, výuka zde začala o čtyři roky později a ženy začaly být na univerzitu přijímány až roku 1869. Jejím univerzitním nakladatelstvím je Northwestern University Press.
K roku 2010 na univerzitě studuje 16 267 studentů. Univerzita má celkem tři kampusy a mezi její slavné absolventy patří například Rahm Emanuel, Michael Barratt, Stephen Colbert, Robert Hanssen či David Schwimmer. Univerzitní barvou je fialová a neoficiálně bílá barva.
Univerzita má jednu z nejstarších právních klinik na světě, založenou již v roce 1910.